# Маджару, Вирджил
Вирджил Траян Маджару (рум. Virgil Traian Madgearu; 14 декабря 1887, Галац, Королевство Румыния — 27 ноября 1940, близ с. Снагов Королевство Румыния) — румынский экономист, социолог, журналист, эссеист, педагог, доктор экономических наук.
Левый политик, главный теоретик, создатель и руководитель Крестьянской (Царанистской) партии Румынии и её преемницы — Национальной крестьянской (Национал-царанистской) партии. Государственный деятель. Член Румынской Академии наук (посмертно).

## Биография
Армянского происхождения. Изучал экономику в Лейпцигском университете, позже — банковское дело в Лондоне. В 1911 году стал доктором в Лейпциге.
В 1912 году он вернулся в Румынию, где был назначен руководителем Центрального фонда страхования ремесленников и рабочих. После 1916 года до смерти — преподаватель Экономической академии в Бухаресте.
Вместе с Димитрие Густи основал Румынский институт социологии. Журналист, долгое время являлся членом редакционной коллегии влиятельного ежемесячника «Румынская жизнь» («Viața Românească»).
Государственный деятель. Был министром промышленности и торговли Румынии (1928—1929; июнь — октябрь 1930; август — октябрь 1932), министром финансов (1929—1930); 1932—1933), а также министром сельского хозяйства (1931). Представлял Румынию на конференциях Лиги Наций по экономике (во время Великой депрессии).
На протяжении большей части своей жизни был известным противником румынской национально-либеральной партии. Был одним из лидеров парламентской оппозиции. Участвовал в антифашистской деятельности. Выступал с резкой критикой против создания Национал-легионерского государства в Румынии.
Автор оригинальной теории, которая ставила под сомнение как либеральные догмы, так и марксистское толкование экономики, предлагал меры по усилению политической и экономической роли румынских крестьян.
В ночь на 27.11.1940 г. на его дом в Бухаресте напали легионеры Железной гвардии, похитили и вывезли в лес близ с. Снагов, где убили несколькими выстрелами.

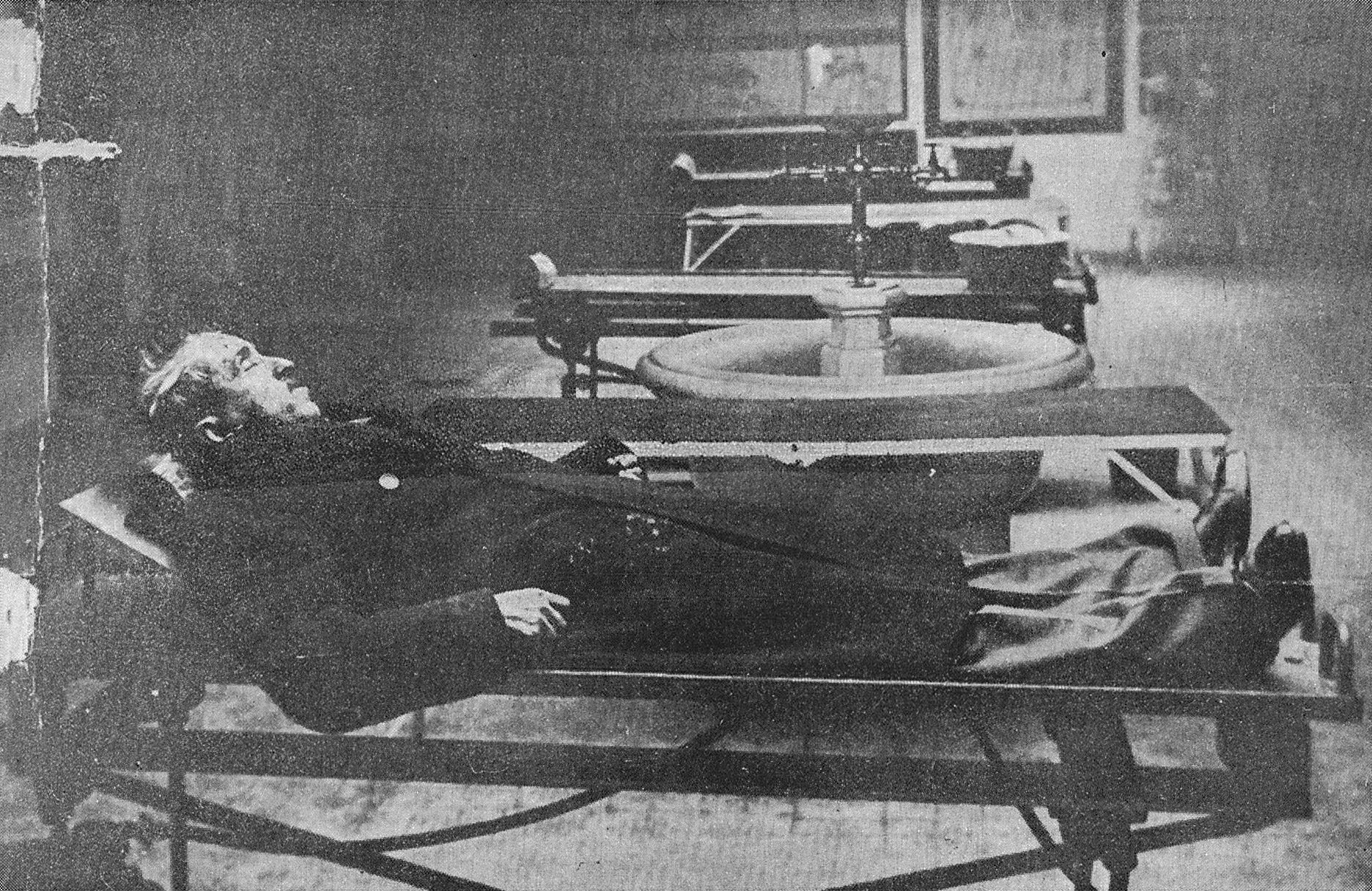
Труп Вергилия Маджару

Один из многих румынских политиков, убитых боевиками ультраправой Железной гвардии.
В 1990 году Румынская академия избрала его своим членом (посмертно).

## Избранные публикации
- Structura și tendințele băncilor populare in România (1914; Структура и тенденции народных банков в Румынии)
- Țărănismul (1921; «Крестьянская доктрина»)
- Doctrina țărănistă (1923; «Крестьянская доктрина»)
- Еvoluța agrară și evoluția clasei țărănești (1923; Аграрная революция и эволюция крестьянства)
- Dictatură economică sau democrație economică? (1925; Экономическая диктатура или экономическая демократия?)
- Înțelegerea economică a statelor dunărene (1932; Экономическое сотрудничество придунайских государств)
- Reorganizarea sistemului de credit (1934; Реорганизация кредитной системы)